# Macerata (provins)
Provinsen Macerata (it. Provincia di Macerata) er en provins i regionen Marche i det centrale Italien. Macerata er provinsens hovedby.
Der var 301.523 indbyggere ved folketællingen i 2001.

## Geografi
Provinsen Macerata grænser til:
- i nord mod provinsen Ancona,
- i øst mod Adriaterhavet,
- i syd mod provinsen Ascoli Piceno og
- i vest mod Umbria (provinsen Perugia).

43°18′01″N 13°27′12″Ø / 43.30025°N 13.453302777778°Ø